# プラトー (曲)
「プラトー」（日本語発音: [pɯɾato:]、英: Plateau）は、日本のロックバンド・サカナクションの楽曲。2021年12月3日にNF Recordsより配信限定シングルとしてリリースされた。

## 背景とリリース
本楽曲は、参天製薬の目薬ブランド「サンテFX」シリーズのCM楽曲として書き下ろされ、新CM発表会にて初披露された。参天製薬は、2020年に開催されたオンラインライブ「SAKANAQUARIUM 光 ONLINE」に協賛しており、この時の関わりをきっかけに「サンテFX」ブランドアーティストとして山口が起用された。
CMの発表に先駆け、サンテFXの公式SNSなどで、2021年5月17日から開催された「その目は、誰だ？」キャンペーンと題した企画にて、名前が伏せられた状態で、山口の目元のみが写ったキービジュアルが公開された。6月1日に新CM発表会がYouTubeにて生配信され、タイトル「プラトー」公開に併せて、楽曲が初披露された。
有観客のライブでは、8月15日に開催予定であった「ROCK IN JAPAN FESTIVAL 2021」にて、初披露予定であったが、新型コロナウイルス感染症の影響で、中止となった。その後、11月20日・21日に開催されたバンドのオンラインライブ「SAKANAQUARIUM アダプト ONLINE」にて、初披露された。
2021年11月26日には、サンテFXの公式サイトにて、本楽曲のミュージック・ライブビデオと称される映像が、12月2日までの期間限定で公開されるとともに、本楽曲の配信リリースも発表された。2021年12月3日に配信され、ミュージック・ライブビデオが、バンドの公式YouTubeチャンネルにて公開された。

## 解禁日と発売日一覧
| 国・地域 | 発売・発信元                        | 発売日・解禁日 | 規格                                       |
| -------- | ----------------------------------- | -------------- | ------------------------------------------ |
| 日本     | 参天製薬                            | 2021年6月2日   | テレビCM「サンテFX「そうだ、その目だ」編」 |
| 世界     | NF Records （Victor Entertainment） | 2021年11月26日 | ミュージック・ライブビデオ                 |
| 日本     | JFN・TOKYO FM 『SCHOOL OF LOCK!』   | 2021年12月2日  | ラジオ・プレミア                           |
| 世界     | NF Records （Victor Entertainment） | 2021年12月3日  | デジタル・ダウンロード                     |
| 世界     | NF Records （Victor Entertainment） | 2021年12月3日  | ミュージック・ライブビデオ                 |

### 楽曲のチャートと売り上げ
1. ↑  “2021年12月15日付のHot 100”. Billboard Japan.   阪神コンテンツリンク (2021年12月20日). 2021年12月15日時点のオリジナルよりアーカイブ。2022年1月9日閲覧。
2. ↑  “2021年12月8日付のDownload Songs”. Billboard Japan.   阪神コンテンツリンク (2021年12月13日). 2021年12月10日時点のオリジナルよりアーカイブ。2021年12月11日閲覧。
3. ↑  “2021年12月3日付のデイリーデジタルシングル（単曲）ランキング情報”. Oricon News.   オリコン株式会社 (2021年12月3日). 2021年12月4日時点のオリジナルよりアーカイブ。2021年12月7日閲覧。
4. ↑  “2021年12月13日付の週刊デジタルシングル（単曲）ランキング情報”. Oricon News.   オリコン株式会社 (2021年12月13日). 2021年12月10日時点のオリジナルよりアーカイブ。2021年12月11日閲覧。